# جلال‌آباد، گجرانواله
جلال‌آباد (به انگلیسی: Jalalabad) یک منطقهٔ مسکونی در پاکستان است که در پنجاب واقع شده‌است. جلال‌آباد ۲۰۹ متر بالاتر از سطح دریا واقع شده‌است.